# میهائل استروی
میهائل استروی (انگلیسی: Mihael Stroj; ۳۰ سپتامبر ۱۸۰۳ – ۱۹ دسامبر ۱۸۷۱) نقاش اسلونیایی اهل اتریش-مجارستان بود.